# Saint-Denis FC
Saint-Denis FC, là một câu lạc bộ bóng đá đến từ Saint-Denis, Réunion.
Hiện tại đội đang thi đấu ở Giải bóng đá Ngoại hạng Réunion.

## Sân vận động
Đội bóng đang thi đấu tại Sân vận động Stade de la Redoute A có sức chứa 2.000 chỗ ngồi.

## Danh hiệu
Giải bóng đá Ngoại hạng Réunion: (5)
- Vô địch : 1980, 1984, 1987, 1995, 1996

Cúp bóng đá Réunion: (8)
- Vô địch : 1974, 1975, 1977, 1978, 1979, 1985, 1986, 1988

Coupe D.O.M.: (1)
- Vô địch: 1996

Outremer Champions Cup: (1)
- Vô địch: 1997